# 이승현 (1985년)
이승현(한국 한자: 李承絃, 1985년 6월 17일 ~ )은 대한민국의 KBS 아나운서이다.

## 학력
- 동덕여자고등학교 졸업 (2001년 ~ 2004년 졸업)
- 서울대학교 화학교육학과 학사 (2008년 (졸업) - 2004학번)

## 경력
- 2011년 TJB 대전방송 아나운서
- 2012년 ~ 현재 KBS 공채 39기 아나운서실 아나운서
- 2013년 ~ 2014년 : KBS청주방송총국 아나운서 지역근무

## TV 방송
| 연도        | 방송사   | 제목                                         | 담당                        | 진행기간                                                                 | 비고                                                                                                |
| ----------- | -------- | -------------------------------------------- | --------------------------- | ------------------------------------------------------------------------ | --------------------------------------------------------------------------------------------------- |
| 2012 ~ 2013 | KBS청주1 | 아름다운 충북 아름다운 사람들                | 진행                        |                                                                          | |
| 2013        | KBS청주1 | 문화현장                                     | 임시진행                    |                                                                          | [ 1 ]                                                                                               |
| 2014        | KBS1     | 시사진단                                     | 출연                        | 2014년 9월 1일 ~ 12월 30일                                               | |
| 2014        | KBS2     | KBS 8 아침뉴스타임                           | 패널                        |                                                                          | 《톡톡매거진》 코너                                                                                 |
| 2014        | KBS1     | KBS 뉴스 12                                  | 패널                        |                                                                          | 코너 재방송                                                                                         |
| 2015 ~ 2018 | KBS1     | KBS 스포츠 9                                 | 진행                        | 2015년 1월 2일 ~ 2018년 1월 31일                                         | 평일                                                                                                |
| 2024        | KBS1     | KBS 스포츠 9                                 | 임시진행                    | 2024년 1월 13일 ~ 1월 14일                                               | 주말 임시진행                                                                                       |
| 2015        | KBS2     | 애니월드                                     | 진행                        | 2015년 1월 7일 ~ 7월 15일                                                | |
| 2019 ~ 2020 | KBS2     | 생방송 아침이 좋다                           | 진행                        | 2019년 1월 28일 ~ 2020년 7월 3일                                         | [ 2 ]                                                                                               |
| 2019        | KBS1     | 생로병사의 비밀                              | 출연                        | 2019년 8월 14일                                                          | 《703회 - 간식, 독인가? 약인가?》                                                                   |
| 2024        | KBS1     | 생로병사의 비밀                              | 임시 진행취소 임시 내레이션 | 2024년 8월 14일                                                          | 919회(광복절 특집) 《저출생 2부작 - 노산이어도 괜찮아》                                             |
| 2019        | KBS2     | 2TV 생생정보                                 | 임시 진행                   | 2019년 4월 12일 / 2019년 4월 15일 ~ 4월 19일, 2019년 11월 4일 ~ 11월 8일 | 793회/794회~798회/931회~935회                                                                       |
| 2019 ~ 2023 | KBS1     | KBS 뉴스 12                                  | 진행                        | 2019년 11월 25일 ~ 2023년 11월 13일                                      | [ 7 ]                                                                                               |
| 2024        | KBS1     | KBS 뉴스 12                                  | 임시진행                    | 2024년 12월 23일~ 12월 27일                                              | |
| 2023        | KBS1     | KBS 뉴스 5                                   | 진행취소                    | 2023년 5월 1일                                                           | 새 여자앵커 진행취소                                                                                |
| 2020        | KBS1     | 도전! 골든벨                                 | 임시진행취소                | 1월 26일 ~ 2월 2일(X)                                                    | 982회 ~ 983회 2020 설특집 시청자골든벨 (1부 ~ 2부 포함)(임시 여자MC 진행취소)                       |
| 2020 ~      | KBS1     | 이슈 픽 핫 쌤과 함께                         | 진행                        | 2020년 8월 2일 ~ 현재                                                    | [ 10 ]                                                                                              |
| 2020        | KBS1     | 저널리즘 토크쇼 J                            | 임시진행                    | 2020년 10월 11일 ~ 12월 13일                                             | 108회《공무원 피살 보도, 진영논리와 알 권리 사이》~117회(최종회)《J가 했어야 할, 그러나 하지 못한》 |
| 2022        | KBS1     | KBS 뉴스 9                                   | 임시진행                    | 2022년 7월 30일 ~ 7월 31일                                               | 주말                                                                                                |
| 2023        | KBS1     | KBS 뉴스 9                                   | 임시진행                    | 2023년 9월 23일 ~ 10월 8일                                               | 주말, 항저우 아시안 게임에 따른 주말 임시진행                                                       |
| 2022        | KBS1     | 2022 이웃사랑 나눔 콘서트                    | 진행                        | 2022년 11월 19일                                                         | [녹화중계 및 2안]                                                                                   |
| 2022        | KBS2     | 굿모닝 카타르                                | 진행                        |                                                                          | |
| 2023        | KBS1     | KBS 뉴스 7                                   | 임시진행                    | 2023년 11월 27일 ~ 12월 1일                                              | 임시진행의 최후의 고지 멘트                                                                         |
| 2023        | KBS1     | KBS 뉴스 5                                   | 임시진행                    | 2023년 12월 4일 ~ 12월 8일                                               | [ 16 ]                                                                                              |
| 2024        | KBS1     | 2024 신년 경제 기획 3부작 다른 미래          | 특별진행                    | 2024년 1월 2일 ~ 1월 4일                                                 | [ 17 ]                                                                                              |
| 2024        | KBS1     | 인간극장                                     | 임시 내레이션               | 2024년 1월 22일 ~ 2024년 2월 2일                                         | 그대와 백년해로(5부작) ~ 형만 씨의 두 번째 출발(5부작)                                              |
| 2024        | KBS2     | 무엇이든 물어보세요                          | 진행취소                    | 2월 5일(X)                                                               | [닥터의 경고] 내 머릿속 시한폭탄! 뇌졸중 새 여자MC 진행취소                                         |
| 2024        | KBS2     | 무엇이든 물어보세요                          | 패널취소                    | 2월 5일 · 2월 9일(X)                                                     | [닥터의 경고] 내 머릿속 시한폭탄! 뇌졸중 · [명의명답] 혈당 관리 비법 새 패널(요일별 보조MC)취소     |
| 2024        | KBS2     | 무엇이든 물어보세요                          | 패널취소                    | 7월 1일                                                                  | [닥터의 경고] 요통과 허리건강 새 패널(요일별 보조MC) 연속 취소                                      |
| 2024        | KBS2     | 무엇이든 물어보세요                          | 임시진행취소                | 7월 12일 ~ 7월 19일                                                      | 2TV 편성(금요일 코너 임시 진행취소) [금요 팩트체크](240712) ~ [금요 팩트체크](240719)               |
| 2024        | KBS1     | 아침마당                                     | 임시진행취소                | 4월 8일(X)                                                               | 9625회 월요토크쇼 명불허전 <가족이 부른다>(임시 여자MC 진행취소)                                    |
| 2024        | KBS1     | KBS 930 뉴스                                 | 임시진행                    | 2024년 2월 12일 ~ 2월 16일                                               | |
| 2024        | KBS2     | KBS 뉴스 6                                   | 임시진행                    | 2024년 2월 13일 ~ 2월 15일                                               | [ 27 ]                                                                                              |
| 2024        | KBS1     | KBS 뉴스 2                                   | 임시진행                    | 2024년 3월 19일 ~ 3월 20일                                               | |
| 2024 ~ 2025 | KBS1     | KBS 뉴스광장                                 | 진행                        | 2024년 5월 25일 ~ 2025년 3월 8일                                         | 토요일                                                                                              |
| 2024 ~ 2025 | KBS1     | KBS 뉴스광장                                 | 임시진행                    | 2024년 8월 5일 ~ 8월 12일                                                | 평일                                                                                                |
| 2024        | KBS1     | 특별 생방송 2024 한-아프리카 정상회의 개막식 | 공동MC                      | 2024년 6월 4일                                                           | [ 29 ]                                                                                              |
| 2024        | KBS1     | 특파원 보고 세계는 지금                      | 임시진행                    | 9월 14일                                                                 | 372회 임시 여자MC                                                                                   |
| 2024        | KBS1     | 6시 내고향                                   | 임시진행취소                | 2024년 9월 27일                                                          | 8128회(2025-2026 충남 방문의 해 특집) 임시 여자MC                                                   |
| 2025        | KBS1     | 6시 내고향                                   | 진행취소                    | 2025년 4월 1일                                                           | 8251회 새 여자MC 진행취소                                                                           |
| 2024        | KBS2     | KBS 월드 24                                  | 임시 진행                   | 2024년 12월 19일                                                         | |
| 2025        | KBS1     | KBS 930 뉴스                                 | 임시진행                    | 2025년 1월 13일 ~ 14일                                                   | |

## 라디오 방송
| 연도        | 방송사        | 제목                      | 담당 | 진행기간비고 |
| ----------- | ------------- | ------------------------- | ---- | ------------ |
| 2017 ~ 2018 | KBS 쿨FM      | 더 가까이                 | 진행 |              |
| 2024        | KBS 제1라디오 | 주말 생방송 정보쇼 스페셜 | 진행 |              |